# Amalie Sophie von Wallmoden

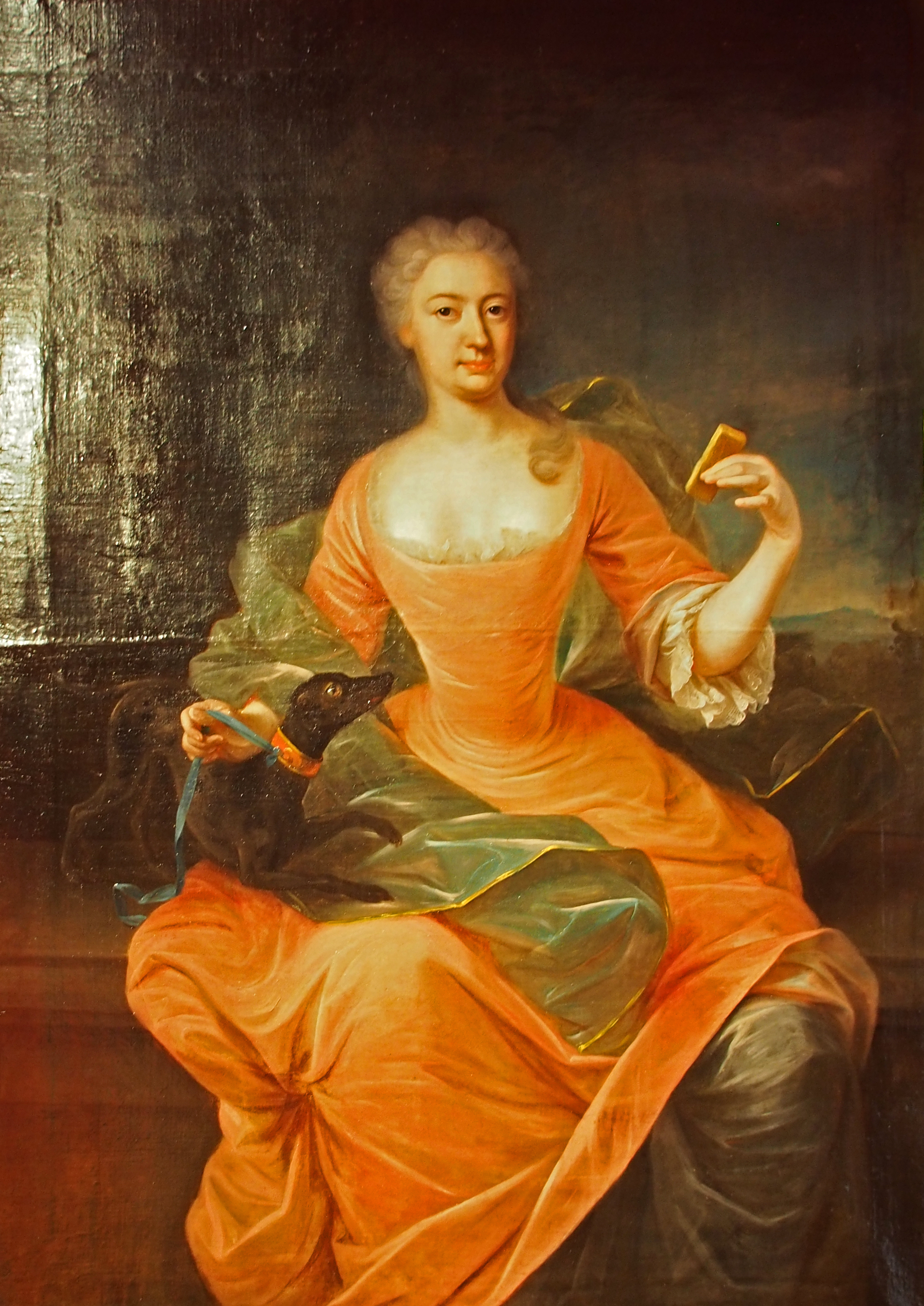
Amalie Sophie von Wallmoden, um 1745

Amalie Sophie von Wallmoden, Countess of Yarmouth, gebürtiger Name Amalie Sophie Marianne von Wendt (* 1. April 1704 in Hannover; † 19. Oktober 1765 ebenda) war eine deutsche Adlige und Mätresse des britischen Königs Georg II.

## Leben
Amalie Sophie war die jüngste Tochter von Johann Franz von Wendt (1678–1740) und seiner Frau Friederike Charlotte (1686–1752), jüngste Tochter von Johann von dem Bussche und Katharina Maria von Meissenburg. Ihre Großmutter war die erste Mätresse des späteren Königs Georg I., und ihre Großtante Clara Elisabeth von Platen war die von dessen Vater, Kurfürst Ernst August von Braunschweig-Lüneburg, und Drahtzieherin in der Königsmarck-Affäre. Die Korrespondenz zwischen ihrem Vater und Prinz Ernst August, Duke of York and Albany, wurde als Beweis für ein homosexuelles Verhältnis gedeutet. Im Jahre 1727 heiratete Amalie Sophie in Hannover Graf Adam Gottlieb von Wallmoden (1704–1752), Sohn von Graf Ludwig Achaz von Wallmoden und Anna Elisabeth von Helmburg. Aus der Ehe gingen zwei Kinder, Franz Ernst (1728–1776) und Friederike (1729–1800), hervor.

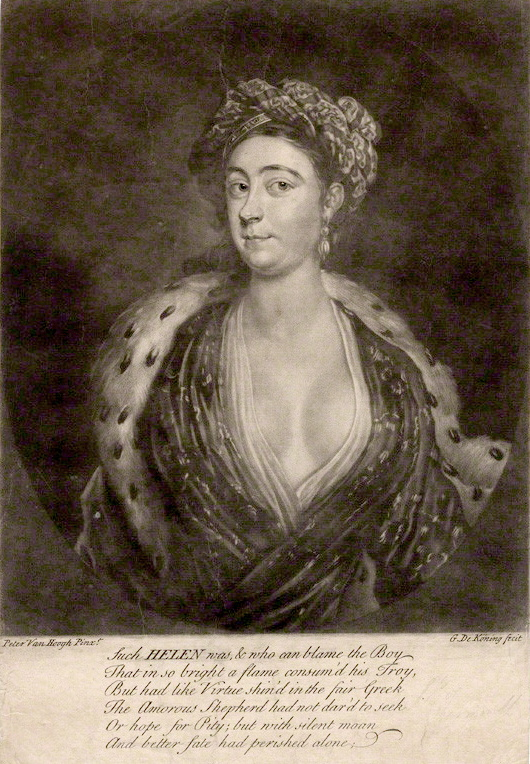
Porträt von G. de Koning: Amalie Sophie von Wallmoden

Bei einer Hannoverreise im Jahre 1735 lernte König Georg II. (1683–1760) Gräfin Amalie Sophie von Wallmoden kennen und verliebte sich Hals über Kopf in sie. Zwar war sie verheiratet, aber gegen eine Zahlung von 1000 Dukaten war ihr Gatte bereit, seine Ansprüche zurückzustellen. Der König hielt seine Frau, Königin Caroline (1683–1737), über alle Details seiner jungen Affäre in Briefen von vierzig und mehr Seiten auf dem Laufenden und bat sowohl sie, als auch Robert Walpole um Rat, wie er sich verhalten sollte. Als der König nach einer überhasteten Reise wieder in London ankam, war er ausgesprochen schlecht gelaunt. Das lag zum einen daran, dass er an Hämorrhoiden litt und zum anderen an seiner Trennung von Gräfin Wallmoden.
Im folgenden Jahr reiste er wieder auf den Kontinent. Die Zeit verstrich, ohne dass der König sich von der Gräfin Wallmoden losreißen konnte, die ihm in diesem Jahr einen Sohn gebar, den späteren hannoverschen Feldmarschall Johann Ludwig von Wallmoden-Gimborn (1736–1811). Durch seine lange Abwesenheit hatte er es geschafft, die Nation gegen sich zu vereinen. Selbst die Königin war am Ende ihrer Geduld. Um Georg II. zur Rückkehr zu bewegen, nahm Caroline die Empfehlung Walpoles an und schrieb ihrem Mann, er möge seine Mätresse mitbringen. Dieses Angebot rührte Georg zwar zutiefst, doch er hielt es für ratsam, keinen Gebrauch davon zu machen. Anfang Dezember 1736 fuhr er nach England zurück.
Am 20. November 1737 starb Königin Caroline nach langer Krankheit. Angeblich soll sie vor ihrem Tod ihren Ehemann gebeten haben, wieder zu heiraten. Georg soll daraufhin geantwortet haben: „Non, j’aurai des maitresses!“ (französisch: „Nein, ich werde Mätressen haben!“). Der Premierminister, Robert Walpole, plädierte dafür, die Gräfin von Wallmoden aus Hannover zu holen. In der Zwischenzeit mochte Mary Scott, Countess of Deloraine, eine Kurtisane, mit der Georg ein lockeres Verhältnis hatte, als Lückenbüßer fungieren, bis Amalie Sophie von Wallmoden in England eintraf, um die für sie vorgesehene Rolle als ständige Mätresse einzunehmen. Dabei trat sie mit der erwünschten Diskretion auf und gab keinen Anlass zur Klage, abgesehen davon, dass sie, selbst am 24. März 1740 als Life Peeress zur Countess of Yarmouth und Baroness Yarmouth erhoben, bald begann, Adelstitel zu verkaufen. Lady Yarmouth ließ Georg zwar seine verstorbene Frau nicht vergessen, aber sie spielte eine größere Rolle in seinem Leben als seine früheren Mätressen, Henrietta Howard, Countess of Suffolk eingeschlossen. Je älter und gebrechlicher der König wurde, desto mehr nahm sie die Funktion einer Vermittlerin zwischen ihm und den Ministern an. Lady Yarmouth bewohnte den St James’s Palace und den Kensington Palace, bekam die britische Staatsbürgerschaft und wurde von ihrem Mann geschieden, dem eine Jahresrente von £ 4000 zugesprochen wurde. Nach dem Tod von König Georg II. bekam sie eine Leibrente von £ 10.000 und blieb weiterhin in England wohnen. Später kam sie nach Hannover zurück, wo sie am 19. Oktober 1765 an Brustkrebs starb.